# Stan marmurkowaty
Stan marmurkowaty (choroba Vogtów, łac. status marmoratus corporis striati, ang. Vogt-Vogt syndrome) – rzadko używany termin na określenie rodzaju uszkodzenia zwojów podstawy i wzgórza, wtórnego do okołoporodowego niedokrwienia mózgu. Najczęściej obserwowany jest w grzbietowej części skorupy i w gałce bladej. Brzuszne, boczne i grzbietowe jądra wzgórza są szczególnie narażone. Neuropatologicznie opisuje się hipermielinizację tych struktur, zwłóknienia i małe torbielki. Stan marmurkowaty jest odpowiednikiem anatomopatologicznym obustronnej atetozy. Pojęcie wprowadzili Oskar i Cecile Vogtowie.